# Inhibitor korozji
Inhibitor korozji, także środek antykorozyjny to związek chemiczny hamujący przebieg procesów niszczenia materiałów instalacji. Inhibitory mogą zmniejszać szybkość postępowania korozji poprzez tworzenie warstwy ochronnej na powierzchni metalu, nie usuwając jednak powstałych przed ich użyciem skutków korozji – rdzy i osadu. Do oczyszczania instalacji z tego typu zanieczyszczeń służą inne preparaty chemiczne.

## Działanie
Inhibitory powodują powstawanie na powierzchni materiału adsorpcyjnej warstwy ochronnej lub wspomagają proces pasywacji. Warstwa adsorpcyjna jest narażona na przerwanie w wyniku ruchu wody w instalacji. Dlatego potrzebna jest odpowiednia ilość inhibitora, aby taką uszkodzoną warstwę natychmiast uzupełnić. Gdy zabraknie preparatu, w miejscu uszkodzenia warstwy tworzy się ogniwo korozyjne i rozpoczyna się korozja elektrochemiczna.